# Who Wants to Be a Millionaire? (format)

Państwa świata, które miały lub mają własną wersję programu (stan na luty 2020 roku)

Who Wants to Be a Millionaire? – międzynarodowy teleturniejowy format telewizyjny, powstały w 1998 roku, autorstwa Davida Briggsa oraz Stevena Knighta i Mike'a Whitehilla. Program w oryginale nadawany jest w Wielkiej Brytanii przez ITV. Teleturniej odniósł znaczną popularność, a lokalne wersje były emitowane w ponad 100 krajach. Polska wersja programu Milionerzy emitowana jest od 1999 roku.
We wszystkich wersjach lokalnych zadaniem uczestnika jest udzielenie poprawnych odpowiedzi na kilkanaście pytań (w większości na 15, w niektórych na 12 lub 16). Gracz wybiera odpowiedź spośród czterech zaproponowanych wariantów. Czas na podjęcie decyzji w większości edycji jest nieograniczony. W oryginalnej brytyjskiej edycji główna nagroda wynosi 1 000 000 funtów, natomiast w większości pozostałych wersji najwyższa możliwa wygrana to milion jednostek lokalnej waluty.

## Historia powstania programu

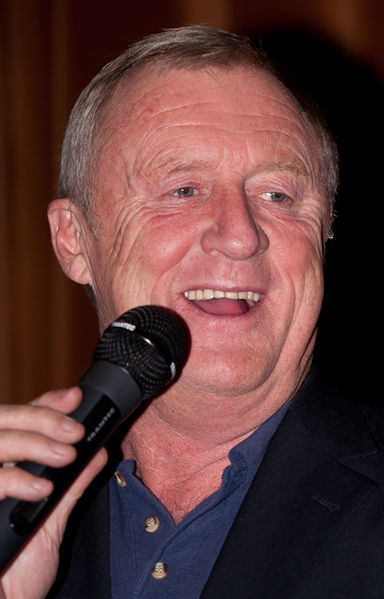
Chris Tarrant – były prowadzący brytyjskiej wersji teleturnieju

Program Who Wants to Be a Millionaire? powstał w Wielkiej Brytanii, gdzie zadebiutował 4 września 1998 roku. Prowadzącym teleturnieju w latach 1998–2014 był Chris Tarrant, którego w 2018 roku zastąpił Jeremy Clarkson. Pomysłodawcą formatu był David Briggs oraz Steven Knight i Mike Whitehill, którzy początkowo przygotowywali szereg działań promocyjnych radia Capital FM. Nazwa robocza teleturnieju nosiła tytuł Cash Mountain. Inspiracją do ostatecznej nazwy była piosenka o tym samym tytule do filmu High Society napisana przez Cole’a Portera.
Pierwszym właścicielem licencji i jednocześnie producentem wykonawczym była firma Celador. W 2006 roku format przejęła holenderska firma 2waytraffic.

## Zasady gry

### Pierwotny schemat gry
Celem gry w teleturnieju jest udzielenie poprawnych odpowiedzi na 15 pytań z rzędu i zdobycie głównej nagrody (w oryginalnej brytyjskiej wersji wynosi 1 000 000 funtów). Teleturniej dzieli się na dwa etapy: eliminacje i właściwą grę.
Eliminacje
Przed rozpoczęciem zasadniczej rozgrywki, odbywa się runda eliminacyjna zwana Fastest Finger First (w polskiej wersji – kto pierwszy, ten lepszy). Wygląda ona następująco:
- Prowadzący zadaje zawodnikom biorącym udział w programie pytanie oraz 4 odpowiedzi, które należy ułożyć w odpowiedniej kolejności (np. uszeregować chronologicznie, alfabetycznie, od najmniejszego do największego itp.)[6].
- Ta osoba, która jako pierwsza zrobi to poprawnie, kwalifikuje się do dalszej gry[6].
- W każdym odcinku do tej konkurencji przystępuje 10 nowych uczestników[e].
- Gdy jeden z zakwalifikowanych spośród wszystkich przystępujących do gry w jednym odcinku zakończy już swój udział w programie, to w eliminacjach uczestniczą pozostali zawodnicy, którym wcześniej nie udało się zakwalifikować do finałowego etapu[6].

W pilotażowych odcinkach brytyjskiej wersji, a także w wersji australijskiej do 2003 roku, eliminacje polegały na udzieleniu jednej poprawnej odpowiedzi na zadane pytanie w jak najszybszym tempie – pozostałe reguły rundy Fastest Finger First były takie same.
Właściwa gra
- Prowadzący zadaje graczowi[f] pytania oraz do każdego z nich przedstawia 4 warianty odpowiedzi (oznaczone literami A, B, C i D), z których tylko jeden jest prawidłowy[6]. Teoretycznie poziom trudności pytań powinien wzrastać z każdym kolejnym pytaniem tak, aby wyższe sumy pieniężne było trudniej zdobyć.
- Czas na odpowiedź na każde pytanie jest nieograniczony[b][6], dlatego zawodnik może zastanawiać się nad prawidłową odpowiedzią tak długo, jak tylko zechce.
- W momencie gdy zawodnik zdecyduje się na udzielenie odpowiedzi, komputer zaznacza wybór gracza (więcej informacji o zaznaczaniu odpowiedzi na pytania w sekcji Specyfika formatu), po czym prowadzący oznajmia mu, czy jest ona prawidłowa. Po zaznaczeniu któregoś z wariantów, nie ma już możliwości zmiany decyzji. Gracz nie musi wiedzieć, która odpowiedź na pytanie jest prawidłowa, by zdecydować się na zaznaczenie którejś z nich (wybór losowej odpowiedzi bez żadnego uzasadnienia to potocznie „strzał”).
- Jeśli odpowiedź jest poprawna, to wygrywa sumę pieniędzy wyznaczoną za pytanie, na które z kolei odpowiedział poprawnie[6]. Sekwencja nagród przyznawanych za poszczególne pytania (w wersji brytyjskiej) – tzw. „drzewo pieniędzy” (ang. money tree[3]) – jest następująca:

| Lp. | Kwota Lata 1998–2007, 2018-[g] |
| --- | ------------------------------ |
| 1   | 100 £                          |
| 2   | 200 £                          |
| 3   | 300 £                          |
| 4   | 500 £                          |
| 5   | 1000 £                         |
| 6   | 2000 £                         |
| 7   | 4000 £                         |
| 8   | 8000 £                         |
| 9   | 16 000 £                       |
| 10  | 32 000 £                       |
| 11  | 64 000 £                       |
| 12  | 125 000 £                      |
| 13  | 250 000 £                      |
| 14  | 500 000 £                      |
| 15  | 1 000 000 £                    |
Wygrane nie kumulują się, co oznacza, że na konto gracza wpływa suma pieniędzy ustalona za liczbę pytań, na które dotychczas udzielił poprawnych odpowiedzi. Na przykład jeżeli odpowie poprawnie na 3 pytania z rzędu, to wygrywa 300 £, a nie 100£+200£+300£=600£.
- Jeśli zawodnik udzieli błędnej odpowiedzi na któreś z pytań, to następuje koniec gry i traci wszystkie zdobyte dotychczas pieniądze, oprócz sumy gwarantowanej (wyróżnione w tabeli tłustą czcionką), którą zachowuje nawet po udzieleniu złej odpowiedzi[3][6] – jeżeli jednak nie zdobył w czasie swojej gry żadnej sumy gwarantowanej, to wówczas kończy rozgrywkę bez żadnej wygranej.
- W każdym momencie gry zawodnik może wycofać się z dalszej gry, nawet gdy prowadzący zadał już uczestnikowi pytanie. Wtedy zabiera ze studia dotychczasowo wygraną kwotę i kończy swoją grę[7].
- Gracz ma do dyspozycji od początku gry tzw. koła ratunkowe[7] (ang. lifelines[3]) – formy podpowiedzi do pytań przydatne w przypadku, gdy zawodnik nie zna odpowiedzi lub nie jest na tyle pewien, by się na nią zdecydować. Opis znajduje się w sekcji Koła ratunkowe.
- Jeżeli gracz nie zdąży ukończyć swojej gry w ciągu jednego odcinka z powodu braku dalszego czasu antenowego, to kontynuuje on swoją grę w kolejnym odcinku od tego samego momentu, w którym gra została przerwana[7]. Odcinek teleturnieju nie może się zakończyć w momencie, gdy gracz jest w trakcie zastawiania się nad udzieleniem odpowiedzi na pytanie oraz w trakcie oczekiwania na oznajmienie prowadzącego, czy odpowiedź, którą zaznaczył jest poprawna.

### Nowe formuły teleturnieju

#### Gra bez eliminacji w studiu
Pierwszą lokalną wersją, do której wprowadzono grę bez eliminacji, była wersja amerykańska – nastąpiło to w 2002 roku, wraz z przeniesieniem teleturnieju z prime time’u do pasma tygodniowego (broadcast syndication) i pojawieniem się nowej prowadzącej programu. Zawodnicy, którzy mają brać udział w finałowej rozgrywce, są wyłaniani poza anteną. Oprócz edycji amerykańskiej, nie obowiązuje lub nie obowiązywała też m.in. w Australii (w wersji nadawanej w latach 2007–2009), od sierpnia 2010 roku do lutego 2014 w Wielkiej Brytanii oraz od września 2025 roku w Polsce.

#### Gra z 12 pytaniami
Ten rodzaj formuły został zapoczątkowany w edycji brytyjskiej w 2007 roku. Różnicą w stosunku do standardowej gry jest zmniejszenie liczby pytań z 15 do 12. Sumy gwarantowane następują po 2. i 7. pytaniu. Gracz ma teraz do wygrania w brytyjskiej edycji następujące kwoty:
| Lp. | Kwota lata 2007-2014 |
| --- | -------------------- |
| 1   | 500 £                |
| 2   | 1000 £               |
| 3   | 2000 £               |
| 4   | 5000 £               |
| 5   | 10 000 £             |
| 6   | 20 000 £             |
| 7   | 50 000 £             |
| 8   | 75 000 £             |
| 9   | 150 000 £            |
| 10  | 250 000 £            |
| 11  | 500 000 £            |
| 12  | 1 000 000 £          |

Gra z 12 pytaniami obowiązuje też m.in. w wersjach: bułgarskiej, francuskiej i polskiej.

#### Graz ryzykiem
Od jesieni 2007 roku w edycji niemieckiej gracz może wybrać drugą ścieżkę gry. Wtedy uzyskuje dodatkowe koło ratunkowe kosztem drugiego progu gwarantowanego. Gra z ryzykiem obowiązuje także m.in. w wersji austriackiej natomiast w 2010 roku gra z ryzykiem obowiązywała w wersji polskiej.

#### Gra na czas
W 2008 roku w wersji amerykańskiej wprowadzono ograniczenie czasowe w trakcie odpowiedzi na pytania (clock – pol. zegar). Gracz ma teraz w tygodniowych wydaniach na odpowiedź:
- od 1. do 5. pytania – 15 sekund,
- od 6. do 10. pytania – 30 sekund,
- od 11. do 14. pytania – 45 sekund,
- przy ostatnim pytaniu – 45 sekund + suma niewykorzystanego czasu przy poprzednich pytaniach.

Przy wykorzystywaniu koła ratunkowego zegar jest zatrzymywany. Gdy czas na odpowiedź dobiegnie końca, zawodnik kończy grę i zabiera ze sobą kwotę dotychczas wygraną – tak jak w przypadku dobrowolnej rezygnacji z gry. Jeżeli jednak użył do pytania koła podwójna odpowiedź i czas na odpowiedź się skończy, to tak jak w przypadku udzielenia błędnej odpowiedzi kończy grę i traci to, co dotychczas wygrał, prócz ewentualnie zdobytej sumy gwarantowanej.
Od 3 sierpnia 2010 roku format używany był również w wersji brytyjskiej. Do momentu zdobycia 1. sumy gwarantowanej gracz miał 15 sekund na odpowiedź, a do 2. progu gwarantowanego na każde pytanie zawodnik miał do dyspozycji 30 sekund. Po zdobyciu 2. kwoty gwarantowanej czas na odpowiedź był już nieograniczony. W 2018 roku po reaktywacji tego programu w Wielkiej Brytanii ograniczenie czasowe zostało zlikwidowane i wrócono do standardowej wersji gry.

#### Hot Seat
Ten format został użyty po raz pierwszy w edycji norweskiej (choć prototypu użyto w wersji włoskiej). W grze bierze udział 6 graczy. Tak jak w oryginalnej formule, aby wygrać główną nagrodę należy udzielić poprawnych odpowiedzi na 15 pytań. Dostępna jest tylko jedna suma gwarantowana – po 5. pytaniu. Zawodnicy odpowiadają na pytania z limitem czasowym. Czas na odpowiedź wynosi przy pytaniach 1-5 – 15 sekund, przy pytaniach 5-10 – 30 sekund, a przy pytaniach 11-15 – 45 sekund. W czasie gry dostępne jest tylko jedno koło ratunkowe – pas (opis w sekcji Koła ratunkowe). W momencie gdy gracz odpowie błędnie na któreś z pytań lub wyczerpie się czas na odpowiedź, uczestnik kończy grę z kwotą gwarantowaną lub z niczym, jeśli dotychczas żaden gracz nie udzielił odpowiedzi na co najmniej 5 pytań. Wtedy do gry wchodzi następny w kolejności gracz i wówczas zmniejsza się maksymalna nagroda o jedną pozycję na „drzewie pieniędzy”. Gracz, który dołącza do gry, nie zaczyna od początku, lecz od momentu, w którym poprzedni uczestnik zakończył rozgrywkę. Uczestnicy nie mogą dobrowolnie zrezygnować z udziału w dalszej grze i wycofać z dotychczas zdobytą kwotą. Cała rozgrywka kończy się w chwili, kiedy ostatni gracz odpada z gry lub gdy któryś z zawodników odpowiada poprawnie na ostatnie pytanie.
Oprócz wersji norweskiej, formuła Hot Seat nadal jest stosowana w wersji australijskiej (jako spin-off pt. Millionaire Hot Seat). Dawniej obowiązywała też w wersji włoskiej (przez 5 miesięcy nadawania programu jako specjalna wersja).

#### Gra z 14 pytaniami
W amerykańskiej wersji zmniejszono liczbę pytań z 15 do 14, po raz pierwszy wprowadzono sumowanie się kwot oraz dodano nowe koła ratunkowe: Przeskocz pytanie (ang. Jump the Question), później +1 (ang. Plus One). Zmiany obowiązywały od 13 września 2010 do czerwca 2015 roku. W następnym sezonie – po letniej przerwie – powrócono do klasycznej formy i przywrócono koło Pół na pół.

### Koła ratunkowe
Domyślnie w większości lokalnych wersji programu dostępne są trzy koła ratunkowe:
- 50:50 (pół na pół, ang. Fifty-Fifty) – komputer odrzuca dwie błędne odpowiedzi, pozostawiając jedną złą i jedną dobrą. Po zastosowaniu tego koła gracz ma matematyczną szansę 50% udzielenia prawidłowej odpowiedzi (przed użyciem koła szansa wynosi 25%). Od 2008 do 2015 roku 50:50 nie było używane w tygodniowej wersji amerykańskiej.
- Telefon do przyjaciela (ang. Phone-A-Friend) – gracz prosi o pomoc swojego przyjaciela[h] łącząc się z nim telefonicznie przez studio, a on z kolei w ciągu 30 sekund stara się pomóc. W momencie użycia tego koła, w studiu nawiązywane jest połączenie telefoniczne do podanej osoby. Po połączeniu się z przyjacielem prowadzący zaznajamia go z zasadami – następnie gracz ma 30 sekund na rozmowę (w niektórych afrykańskich i indyjskich wersjach - 45 sekund, od 2019 roku w wersji holenderskiej oraz chorwackiej - 25 sekund), podczas której czyta pytanie oraz możliwe odpowiedzi. Jeśli nie uda się uzyskać połączenia z wybraną osobą, dany fragment zostaje wycofany z emisji, a gracz wybiera inny numer. Od września 2009 roku do grudnia 2010 telefon do przyjaciela został wycofany z wersji polskiej[22] oraz amerykańskiej od stycznia 2010 roku[17]. W niektórych wersjach tego programu gracz może podać od trzech do pięciu znajomych, do których ma zamiar zadzwonić, z czego może się połączyć z tylko jednym z podanych.
- Pytanie do publiczności (ang. Ask the Audience) – po użyciu tego koła pytana jest publiczność w studiu, która może zagłosować na odpowiedzi A, B, C lub D. Wynik głosowania podawany jest na wykresie słupkowym razem z informacją, ile procent głosów zdobyła każda z odpowiedzi. Jeżeli wcześniej zostało użyte przy danym pytaniu koło 50:50, publiczność głosuje tylko na dwie pozostałe odpowiedzi.

W lutym 2004 roku do specjalnego wydania amerykańskiej edycji – Who Wants to Be a Super Millionaire – wprowadzono dwa nowe koła ratunkowe, które dostępne były po zdobyciu 2. progu gwarantowanego:
- Podwójna odpowiedź (ang. Double Dip) – gracz może zaznaczyć kolejno dwie wybrane odpowiedzi. Po użyciu tego koła, zawodnik nie może wycofać się z gry. Jeśli pierwsza odpowiedź okaże się błędna, uczestnik zaznacza kolejną – jednak gdy ta również okaże się niepoprawna, zawodnik wygrywa ostatnią sumę gwarantowaną. Nie można przed nim użyć koła ratunkowego pół na pół (jeżeli istnieje). Oprócz specjalnego wydania amerykańskiej wersji Who Wants to Be a Super Millionaire, koło jest używane w tygodniowych wydaniach w USA od września 2008[17].
- Trzech ekspertów (ang. Three Wise Men) – uczestnik pyta o poprawną odpowiedź trzech ekspertów. Są to osoby, które już wcześniej brały udział w programie, a jedna z nich wygrała główną nagrodę albo fachowcy z różnych dziedzin wiedzy, wytypowani przez twórców programu. Na odpowiedź mają 30 sekund. Nie muszą oni jednak dojść do porozumienia, więc każdy z nich może zaproponować inną odpowiedź.

We wrześniu 2004 roku w tygodniowej edycji amerykańskiej zastosowano kolejne nowe koło ratunkowe:
- Zamiana pytania (ang. Switch the Question) – pozwala na zamianę pytania, które będzie na tym samym poziomie trudności. Można je wykorzystać jedynie wtedy, gdy nie zaznaczyło się wcześniej żadnej odpowiedzi. Po zastosowaniu koła uczestnik nie może wrócić do poprzedniego pytania. Oprócz wersji amerykańskiej, zamiana pytania jest lub była używana m.in. w wersjach: australijskiej[10], austriackiej[16], brytyjskiej[11], bułgarskiej[13], czeskiej, francuskiej[25], hiszpańskiej[26], indyjskiej[27], polskiej[28], portugalskiej[29], serbskiej[30], szwedzkiej[31], węgierskiej[32] i włoskiej[33].

W wersji niemieckiej, wraz z wprowadzeniem możliwości wyboru drugiej ścieżki gry, dodano nowe koło ratunkowe:
- Pytanie do widza (niem. Zusatzjoker) – prowadzący prosi o powstanie wszystkich osób na widowni, którzy są pewni poprawnej odpowiedzi na pytanie, do którego zawodnik używa tego koła. Następnie gracz wybiera spośród wszystkich, którzy stoją, jedną dowolną osobę, by ta udzieliła podpowiedzi.

We wrześniu 2008 w USA, wraz z wprowadzeniem limitu czasu na odpowiedź, koła 50:50 i zamiana pytania zostały zastąpione podwójną odpowiedzią oraz nowym kołem ratunkowym:
- Pytanie do eksperta (ang. Ask the Expert) – nawiązywane jest połączenie z ekspertem, który ma za zadanie udzielić podpowiedzi do pytania, które stanowi dla zawodnika problem. Nie ma limitu czasu na rozmowę. Po konsultacji połączenie zostaje zerwane na polecenie prowadzącego przed zaznaczeniem odpowiedzi. W ciągu całego odcinka w programie występuje jeden ekspert. Oprócz wersji amerykańskiej, pytanie do eksperta było również używane m.in. w edycji polskiej[22]. W amerykańskiej edycji połączenia z ekspertem wykonywane są poprzez internetowy komunikator Skype[17]. Do grudnia 2009 program ten był wykorzystywany do połączeń w polskiej edycji[22].

W formacie Hot Seat stosowane jest tylko jedno koło ratunkowe:
- Pas (ang. Pass) – jeżeli gracz nie zna odpowiedzi na dane pytanie, może zrezygnować z udzielenia na nie odpowiedzi. Wtedy następny w kolejności zawodnik przechodzi do gry, lecz zaczyna od tego pytania, z którego wycofał się poprzedni uczestnik. Czas na odpowiedź naliczany jest od nowa. Pytanie, które zostało przejęte od innego gracza, nie może zostać przekazane ponownie. Podobnie jak innych kół ratunkowych, pas można użyć tylko raz – w przypadku gdy gracz, który wcześniej zrezygnował z pytania, powraca do gry, nie może ponownie się wycofać.

W siódmym sezonie indyjskiej wersji programu używano dodatkowego koła ratunkowego:
- Ponowne użycie (ang. Power Paplu) – pozwala ono na ponowne użycie dowolnego koła, którego zawodnik wcześniej zużył.

Oprócz wyżej wymienionych kół ratunkowych, istnieje jeszcze kilka innych:
- Pomiń pytanie – dostępne od 13 września 2010 w amerykańskiej edycji, zastąpiło dwa dotychczasowe – podwójną odpowiedź i pytanie do eksperta. Jest to pierwsze koło w historii formatu Who Wants to Be a Millionaire?, którego można użyć dwukrotnie w ciągu całej gry[21].

- +1 – koło jest to używane od 2014 roku. Jeśli zawodnik użyje tego koła, wybiera spośród publiczności osobę, która zawodnikowi pomoże w jednym pytaniu. We wrześniu 2015 w wersji amerykańskiej jest traktowane jako „telefon do przyjaciela”. Poza amerykańską wersją koło jest używane od 2017 roku w indyjskiej wersji (hindi), od 2018 roku w wersji włoskiej, od 2019 roku w argentyńskiej i chilijskiej, a od 2020 roku w wersji hiszpańskiej

- Utnij pytanie – koło działające na zasadzie „Zamiany pytania” wprowadzone w 2015 roku.

- Konsultacja z prowadzącym – uczestnik może poprosić  prowadzącego o podpowiedź. Nie ma limitu czasowego. Koło rozpowszechnione w 2018 roku w brytyjskiej wersji teleturnieju wraz z obchodami 20-lecia tego formatu na świecie. Obecnie to koło ma swoje zastosowanie także w wersji włoskiej, francuskiej, duńskiej oraz od marca 2020 roku -  w słoweńskiej.

## Specyfika formatu
Nieskomplikowane zasady gry oraz oryginalna scenografia, oprawa graficzna i muzyczna sprawiły, że program zdobył popularność na całym świecie.
Zawodnik za każdym razem słyszy pytanie z czterema wariantami odpowiedzi. Zgodnie z pierwotnym założeniem każde kolejne pytanie teoretycznie powinno być obiektywnie trudniejsze od poprzedniego.
Aby prowadzący w żadnym stopniu nie wpływał na wybór odpowiedzi – nie podpowiadał ani nic nie sugerował zawodnikowi, poznaje pytanie w tym samym czasie co zawodnik a poprawną odpowiedź dopiero w momencie zaznaczenia przez zawodnika którejś z zaproponowanych możliwości.
Stosowane w teleturnieju takie określenia jak: „koła ratunkowe” (ang. lifelines), „telefon do przyjaciela” (ang. phone a friend) oraz charakterystyczne pytania, które prowadzący zadaje zawodnikowi w trakcie gry: „Czy jesteś pewien?”, „Czy to twoja ostateczna odpowiedź?” (ang. Is that your Final Answer?), a także „Czy mam zaznaczyć?”, wywierają duży wpływ na to, jak toczy się gra. Częstotliwość ich używania w programie spowodowała, że weszły one do języka potocznego m.in. Brytyjczyków czy Polaków.

## Oprawa teleturnieju
Jednym z elementów programu, wpływającym na jego specyfikę, jest scenografia stosowana w teleturnieju, a także grafika, dźwięki i muzyka. W większości edycji elementy scenografii są takie same, jak w wersji brytyjskiej.
Scenografia programu
Charakterystyczną cechą, jeśli chodzi o wizualną stronę programu, jest dynamiczne oświetlenie studia ze światłami gasnącymi i zmieniającymi barwę w miarę zwiększania się stawki. Studio zbudowane jest na planie koła, pośrodku którego, na szklanej podłodze, znajdują się fotele zawodnika i prowadzącego oraz dwa monitory komputerów. Do studia prowadzą trzy wejścia („bramy”), obok których znajdują się podświetlane schody, dzielące trybuny na trzy części. Publiczność zasiada za plecami zawodnika oraz prowadzącego, a także po tej stronie studia, w której znajdują się kamery rejestrujące obraz.
Układ scenografii we wszystkich lokalnych wersjach teleturnieju jest taki sam jak w brytyjskiej edycji. Jednak producenci poszczególnych edycji mogą według własnego upodobania zmieniać wielkość studia, dobierać kolorystykę oświetlenia oraz modyfikować rozmiar i wygląd takich elementów jak: kolumny, szklana podłoga, jarzeniowe światła nad publicznością.
Od 2008 roku w kilku lokalnych wersjach wprowadzony został ekran znajdujący się w tle pomiędzy kolumnami naprzeciw monitorów i krzeseł gracza oraz prowadzącego, na którym wyświetlane jest logo teleturnieju oraz ikona koła ratunkowego, którego zawodnik użył w danym momencie, a także kwota pieniędzy, którą gracz w danej chwili wygrał. Są to m.in. wersja polska, która prawdopodobnie wymyśliła ten design, francuska, brytyjska, brazylijska i kilka innych wersji. W wersji amerykańskiej wykorzystywany jest podobny ekran, lecz znajduje się nad tłem naprzeciw monitorów i krzeseł prowadzącej i gracza.
Logo
Logo programu Who Wants to Be a Millionaire? jest w kształcie koła, z otaczającym go pierścieniem. Na środku logo umieszczony jest duży napis „MILLIONAIRE” w tle czterech znaków zapytania, czterech znaków funta szterlinga (£), które otaczają środek koła oraz 18 elips przecinających się środkami. W górnym oraz dolnym łuku pierścienia umieszczone są dwa mniejsze napisy „WHO WANTS TO BE A”. Znaki zapytania oraz znaki funta brytyjskiego są koloru zielonego, elipsy na przemian niebieskie i złote, koło koloru fioletowego, napisy są koloru białego (napis „MILLIONAIRE” dodatkowo z czarnym konturem), pozostałe elementy są w kolorystyce niebiesko-granatowej. W zależności od kraju, w którym emitowana jest lokalna wersja, w poszczególnych wariantach logo zmieniony jest tytułowy napis, a znaki waluty zmienione na odpowiednie, obowiązujące w danym kraju (lub zastąpione pytajnikami, jeżeli nie ma w danym państwie symbolu waluty).
Drugie logo teleturnieju różni się od oryginalnego jedynie kolorystyką: pytajniki i znaki waluty (o ile w danym wariancie istnieją) są złote, koło jest koloru jasnoniebieskiego, a pozostałe elementy utrzymane w kolorystyce granatowej.
Logo z 2007 roku już miało fioletowy pierścień, jednak zmieniono odcień znaków na umieszczonych na rozecie na jasnożółty. W najnowszym logo z 2010 roku, w stosunku do poprzedniego, został zmieniony odcień koloru złotego na znakach zapytania i ewentualnie występujących symbolach waluty. W czołówce obydwa typy znaków obracały się w kierunku przeciwnym do ruchu wskazówek zegara, obracała się również rozeta, tyle że w kierunku przeciwnym niż złote znaki na drugim planie.
W niektórych wersjach programu zamiast znaków zapytania i symboli walut w logo wprowadzono 4 zielone, a później złote elipsy przecinające się środkami.
Grafika na ekranie telewizora
W oryginalnej wersji programu używano czarnych pól z pytaniem i czterema wariantami odpowiedzi. Każde pole ma kształt zaokrąglonego sześciokąta. W 2007 roku dodano do ramek połysk (gradient między czernią a jaśniejszym odcieniem tego koloru), a w 2010 roku zmieniono ich kolor na fioletowy z połyskiem (gradient między jaśniejszym a ciemniejszym odcieniem fioletu). W każdej z odmian obramowania pól są srebrne.
W lokalnych edycjach pola z pytaniami do 2007 roku były takie same, jak w wersji brytyjskiej. Po 2007 roku do poszczególnych wersji wprowadzane są ramki podobne do obowiązujących od tego samego roku w edycji brytyjskiej, jednak w dwóch wariantach kolorystycznych (w zależności od kraju): niebieskim lub granatowym.
Muzyka
Pierwszą oprawę dźwiękowa i muzyczną programu skomponowali Keith i Matthew Strachan. Od 2007 roku (jako pierwszy kraj – Wielka Brytania) w nowych wydaniach teleturnieju ukazuje się odświeżona wersja tematu muzycznego oraz nowa wersja podkładu muzycznego w trakcie pytań. Zmianą w stosunku do oryginału jest zaaranżowanie utworów w stylu techno. Remiksu tematu dokonali Keith i Matthew Strachan. Autorem nowych motywów tła pod pytania jest Ramon Covalo.

## Lokalne wersje teleturnieju na świecie
Od momentu premiery teleturnieju Who Wants to Be a Millionaire? w Wielkiej Brytanii i wzrastającej popularności tego programu lokalne wersje ukazały się w ponad 100 państwach świata. Każda z nich jest wzorowana na brytyjskim pierwowzorze – reguły gry oraz oprawy są podobne, jednak producenci poszczególnych edycji mogą wprowadzać własne pomysły do zasad – wykorzystując nowe schematy gry opisane powyżej – oraz według własnego upodobania modyfikować detale poszczególnych elementów scenografii i grafiki.

## Pierwszy zwycięzca głównej nagrody na świecie
Pierwszym na świecie zwycięzcą głównej nagrody był John Carpenter – wygrał 1 milion dolarów w amerykańskiej wersji programu. W trakcie gry nie skorzystał z pytania do publiczności ani z 50:50. Jedynego koła ratunkowego – telefonu do przyjaciela – użył przy ostatnim pytaniu tylko po to, by powiedzieć ojcu, że za moment wygra milion dolarów. Pytanie za „milion” brzmiało:

Który amerykański prezydent pojawił się w programie telewizyjnym „Laugh-In”?
-  A: Lyndon Johnson
-  B: Richard Nixon
-  C: Jimmy Carter
-  D: Gerald Ford

## Slumdog. Milioner z ulicy
Na podstawie teleturnieju opiera się scenariusz filmu Slumdog. Milioner z ulicy, w reżyserii Danny’ego Boyle’a. Główny bohater – Jamal Malik – bierze udział w indyjskiej wersji programu Who Wants to Be a Millionaire?. Film został nagrodzony m.in. 8 Oscarami.

## Podejście probabilistyczne do programu
Teoretyczna szansa na udzielenie poprawnej odpowiedzi przy strzelaniu to dla każdego pytania 1/4 (zakładając, że zawodnik nie korzysta z koła ratunkowego 50:50 lub podwójna odpowiedź).
W każdej z lokalnej wersji teleturnieju szanse na główną wygraną (przy udzielaniu losowej odpowiedzi na każde pytanie) są uzależnione od liczby pytań na drodze do głównej wygranej:
- W przypadku 12 pytań, teoretyczna szansa na zdobycie najwyższej nagrody wynosi 1:16 777 216[i].
- W przypadku 15 pytań, szansa na główną wygraną to 1:1073 741 824[j].

Skuteczność kół ratunkowych
Poza kołem ratunkowym 50:50, które zawsze zwiększa procentową szansę na udzielenie prawidłowej odpowiedzi do 50% oraz poza podwójną odpowiedzią, po którego zastosowaniu przy udzieleniu pierwszej błędnej odpowiedzi szansa na poprawną odpowiedź wynosi 1:3 – pozostałe nie mają wpływu na teoretyczną szansę udzielenia poprawnej odpowiedzi.